# Vinkenburgstraat
De Vinkenburgstraat is een straat in het centrum van de Nederlandse stad Utrecht. Ze begint bij de Bakkerbrug over de Oudegracht en eindigt zo'n 100 meter verder op de Neude.
De straat bestond reeds omstreeks 1300. Waarschijnlijk is ze vernoemd naar het geslacht Vinck dat hier woonde. Tussen 1550 en 1650 is de straat aan beide zijden verbreed. In 1891 is de naam Vinkenburgsteeg gewijzigd in de huidige straatnaam.
Anno 2013 staan in de Vinkenburgstraat acht panden op de monumentenlijst. In 2017 werd, hoewel deels verguisd, de Neudeflat daaraan toegevoegd. Nummer 19 is een rijksmonument dat rond 1838 is ontworpen als koetshuis voor de nabijgelegen Winkel van Sinkel.
Willem Wagenaar had in de Vinkenburgstraat tussen 1928 en 1934 de galerie NORD. Sinds omstreeks het jaar 2000 is in de bestrating de Walk of Fame aangebracht.